# (373) Мелюзина
(373) Мелюзина (лат. Melusine) — довольно крупный астероид главного пояса, который был открыт 15 сентября 1893 года французским астрономом Огюстом Шарлуа в обсерватории Ниццы и назван в честь Мелюзины, феи из кельтских и средневековых легенд, духа свежей воды в святых источниках. 

Орбита астероида Мелюзина и его положение в Солнечной системе
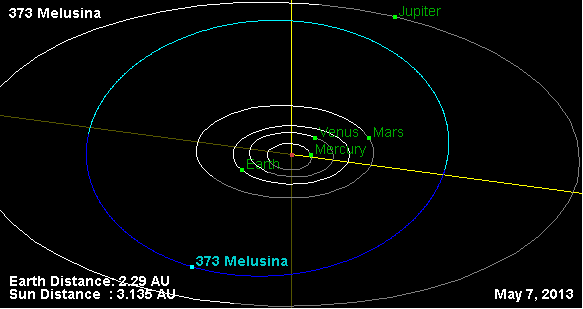
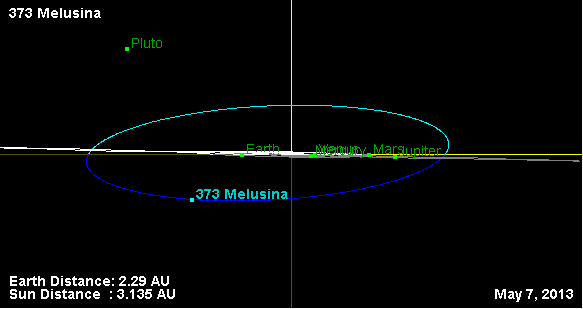